# Carl Olsen
Carl Thorstein Olsen (16 de fevereiro de 1893 — 13 de fevereiro de 1968) foi um ciclista norueguês de ciclismo de estrada.
Nos Jogos Olímpicos de Verão de 1912 em Estocolmo, Olsen competiu representando a Noruega na prova de estrada (individual e por equipes), no entanto, ele não terminou em ambas as corridas.